# A New Flame
| Recensione | Giudizio |
| ---------- | -------- |
| AllMusic   |          |

A New Flame è il terzo album in studio del gruppo musicale britannico Simply Red, pubblicato il 13 febbraio 1989.

## Descrizione
È l'album della definitiva consacrazione pop del gruppo, che per la prima volta riesce a raggiungere la vetta della classifica britannica. I singoli di maggior successo furono due cover, rispettivamente It's Only Love (un riadattamento di Barry White) e If You Don't Know Me by Now di Harold Melvin & the Blue Notes, che divenne uno dei singoli più ascoltati al mondo in quell'anno.
Il disco vede l'ingresso in formazione del musicista brasiliano Heitor Pereira e sarà l'ultimo registrato con i membri originari Chris Joyce e Tony Bower.

## Tracce
1. It's Only Love – 4:58 (Jimmy Cameron, Vella Cameron) – originariamente interpretata da Barry White
2. A New Flame – 3:57 (Mick Hucknall)
3. You've Got It – 3:55 (Mick Hucknall, Lamont Dozier)
4. To Be with You – 3:22 (Mick Hucknall)
5. More – 4:08 (Mick Hucknall)
6. Turn It Up – 4:35 (Mick Hucknall, Lamont Dozier)
7. Love Lays It's Tune – 4:05 (Mick Hucknall)
8. She'll Have to Go – 3:10 (Mick Hucknall)
9. If You Don't Know Me by Now – 3:27 (Kenny Gamble, Leon Huff) – originariamente interpretata da Harold Melvin & the Blue Notes
10. Enough – 5:07 (Mick Hucknall, Joe Sample)

Tracce bonus nell'edizione speciale del 2008
1. I Wish (Live) – 4:05 (Stevie Wonder)
2. X – 4:51 (Fritz McIntyre, Ian Kirkham, Tim Kellett, Chris Joyce, Tony Bowers)
3. The Great Divide (S.H.T.G.) (She'll Have To Go Extended Version) – 3:56 (Mick Hucknall)
4. Sugar Daddy – 3:40 (Fritz McIntyre, Ian Kirkham, Tim Kellett, Chris Joyce, Tony Bowers)
5. Funk On Out (strumentale) – 3:31 (Mick Hucknall)

## Formazione
Simply Red
- Mick Hucknall – voce
- Fritz McIntyre – tastiere, cori
- Tim Kellett – tromba, tastiere, cori
- Chris Joyce – batteria
- Tony Bowers – basso
- Heitor Pereira – chitarra
- Ian Kirkham – sassofono

Altri musicisti
- Erik Hanson, Larry Williams – sintetizzatori
- Lenny Castro – percussioni
- Stephanie Spruell – cori

## Classifiche

### Classifiche settimanali
| Classifica (1989) | Posizione massima |
| ----------------- | ----------------- |
| Australia         | 2                 |
| Austria           | 2                 |
| Canada            | 15                |
| Francia           | 2                 |
| Germania          | 2                 |
| Italia            | 1                 |
| Norvegia          | 4                 |
| Nuova Zelanda     | 1                 |
| Paesi Bassi       | 4                 |
| Regno Unito       | 1                 |
| Spagna            | 9                 |
| Stati Uniti       | 22                |
| Svezia            | 4                 |
| Svizzera          | 1                 |

### Classifiche di fine anno
| Classifica (1989) | Posizione |
| ----------------- | --------- |
| Australia         | 10        |
| Austria           | 2         |
| Canada            | 43        |
| Francia           | 8         |
| Germania          | 2         |
| Italia            | 5         |
| Nuova Zelanda     | 4         |
| Paesi Bassi       | 15        |
| Regno Unito       | 2         |
| Stati Uniti       | 44        |
| Svizzera          | 1         |